# Amt Zarrentin
Im Amt Zarrentin wurden vier Gemeinden und die Stadt Zarrentin am Schaalsee (Amtssitz) zur Erledigung ihrer Verwaltungsgeschäfte zusammengeschlossen. Das Amt liegt im Nordwesten des Landkreises Ludwigslust-Parchim in Mecklenburg-Vorpommern (Deutschland) und grenzt an den Kreis Herzogtum Lauenburg in Schleswig-Holstein.

## Die Gemeinden mit ihren Ortsteilen
- Gallin mit Gallin, Hof-Gallin und Nieklitz
- Kogel mit Fliegenhof, Holzkrug, Kölzin, Krohnshof, Pamprin, Schaalmühle und Vietow
- Lüttow-Valluhn mit Lüttow, Schadeland und Valluhn
- Vellahn mit Albertinenhof, Banzin, Bennin, Camin, Friedrichshof, Goldenbow, Granzin, Jesow, Kloddram, Kützin, Marsow, Melkof, Rodenwalde, Tüschow und Wulfskuhl
- Stadt Zarrentin am Schaalsee mit Bantin, Bernstorf, Bockstanz, Boize, Hakendorf, Lassahn, Neuenkirchen, Neuhof, Neu-Zarrentin, Stintenburg, Stintenburger Hütte, Techin und Testorf

## Dienstsiegel
Das Amt verfügt über kein amtlich genehmigtes Hoheitszeichen, weder Wappen noch Flagge. Als Dienstsiegel wird das kleine Landessiegel mit dem Wappenbild des Landesteils Mecklenburg geführt. Es zeigt einen hersehenden Stierkopf mit abgerissenem Halsfell und Krone und der Umschrift „AMT ZARRENTIN“.